# Římskokatolická farnost Věžovatá Pláně
Římskokatolická farnost Věžovatá Pláně je územním společenstvím římských katolíků v rámci českokrumlovského vikariátu Českobudějovické diecéze.

## O farnosti

### Historie
Roku 1786 byla zřízena ve vsi lokálie, povýšená v roce 1857 na samostatnou farnost.

### Současnost
Farnost Věžovatá Pláně je spravována ex currendo z Českého Krumlova.
| Kostel          | Místo          | Bohoslužba | Bohoslužba | Poznámka     |
| --------------- | -------------- | ---------- | ---------- | ------------ |
| Kostel sv. Anny | Věžovatá Pláně | neděle     | 11.00      | farní kostel |